# Gericht Ichstedt
Das Gericht Ichstedt war ein Gerichts- und Verwaltungsbezirk in der Schwarzburg-Rudolstädter Unterherrschaft mit Sitz in Ichstedt.
1377 erwarben die Grafen von Schwarzhausen das Gericht Ichstedt von den Grafen von Beichlingen. Es war ein wettinisches Lehen, seit 1485 bei der albertinischen Linie. 1815 ging die Lehnherrschaft auf Preußen über und wurde 1819 abgelöst.
1377 war das Gericht zunächst im Besitz der Linie Schwarzburg-Blankenburg. 1574 fiel es an Schwarzburg-Frankenhausen und 1599 an Schwarzburg-Rudolstadt.
Bis 1768 vergaben die Schwarzenburger Grafen das Gericht als Lehen an verschiedene Adelsfamilien, die Patrimonialgerichte einrichteten. 1768 wurden die Gerichtsrechte zurückerworben und das Gericht von Frankenhausen aus verwaltet. 1825 wurde das Gericht förmlich dem Amt Frankenhausen zugeordnet.
Das Gericht bestand aus den Orten Ichstedt und Borxleben. 